# Wspólnota Sant’Egidio

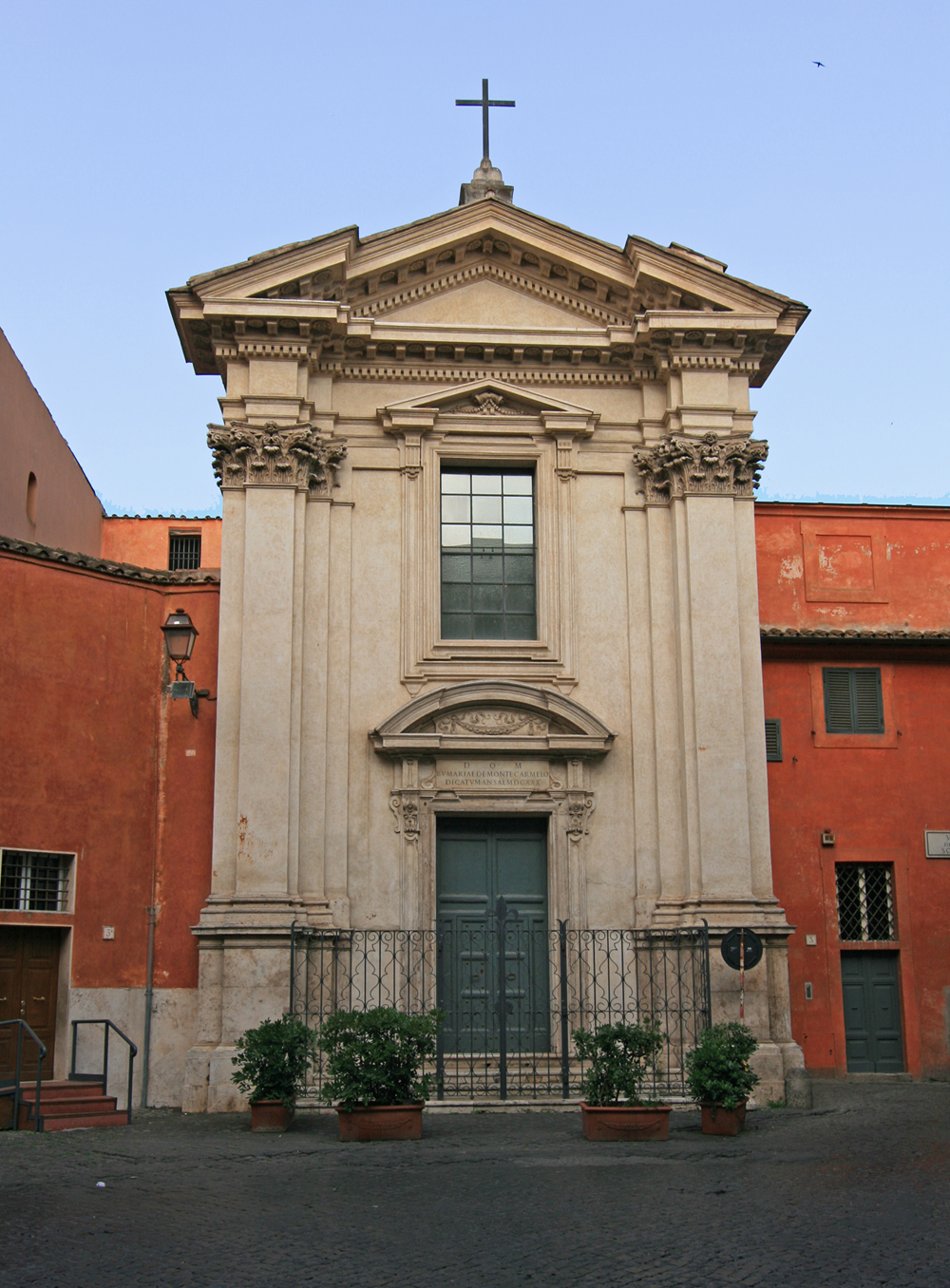
Kościół św. Idziego w Rzymie

Wspólnota Sant’Egidio („Wspólnota św. Idziego”, wł. Comunità di Sant’Egidio) – katolicka, świecka organizacja krzewiąca idee ekumenizmu i niosąca wsparcie ubogim.
Wspólnota powstała w 1968 roku na fali reform Kościoła katolickiego wprowadzonych przez Sobór watykański II. Inicjatorem ruchu był Andrea Riccardi. Inspirowani pierwszą wspólnotą chrześcijańską opisywaną w Dziejach Apostolskich i działalnością św. Franciszka z Asyżu, założyli na terenie peryferyjnej dzielnicy biedoty Rzymu pierwszą szkołę „Scuola Popolare”.
Metodami realizacji celów wspólnoty są modlitwa, krzewienie Ewangelii, wolontariat na rzecz potrzebujących (chorych na AIDS, dzieci emigrantów, więźniów zakładów karnych, ubogich), ekumenizm i dialog.
W działalność ruchu zaangażowanych jest ok. 60 tys. wolontariuszy (2015) w siedemdziesięciu krajach na świecie. W Polsce w Chojnie, Bytomiu, Krakowie, Poznaniu, Stargardzie i Warszawie wolontariusze działają w hospicjach, domach dziecka i noclegowniach.
Zaangażowanie Wspólnoty Sant’Egidio doprowadziło 4 października 1992 r. do podpisania pokoju w Mozambiku kończącego trwającą od 1977 roku wojnę domową.
Siedzibą wspólnoty jest Kościół św. Idziego w Rzymie na Zatybrzu. Od 1986 r. została zaliczona przez Stolicę Apostolską do grona międzynarodowych stowarzyszeń wiernych.